# Burdwan
Burdwan (o Bardhaman, Barddhaman) è una suddivisione dell'India, classificata come municipality, di 285 871 abitanti, capoluogo del distretto di Bardhaman, nello stato federato del Bengala Occidentale. In base al numero di abitanti la città rientra nella classe I (da 100 000 persone in su).

## Geografia fisica
La città è situata a 23° 15' 0 N e 87° 50' 60 E e ha un'altitudine di 39 m s.l.m.

## Società

### Evoluzione demografica
Al censimento del 2001 la popolazione di Burdwan assommava a 285 871 persone, delle quali 148 824 maschi e 137 047 femmine. I bambini di età inferiore o uguale ai sei anni assommavano a 26 844, dei quali 13 643 maschi e 13 201 femmine. Infine, coloro che erano in grado di saper almeno leggere e scrivere erano 221 189, dei quali 121 470 maschi e 99 719 femmine.

## Galleria d'immagini

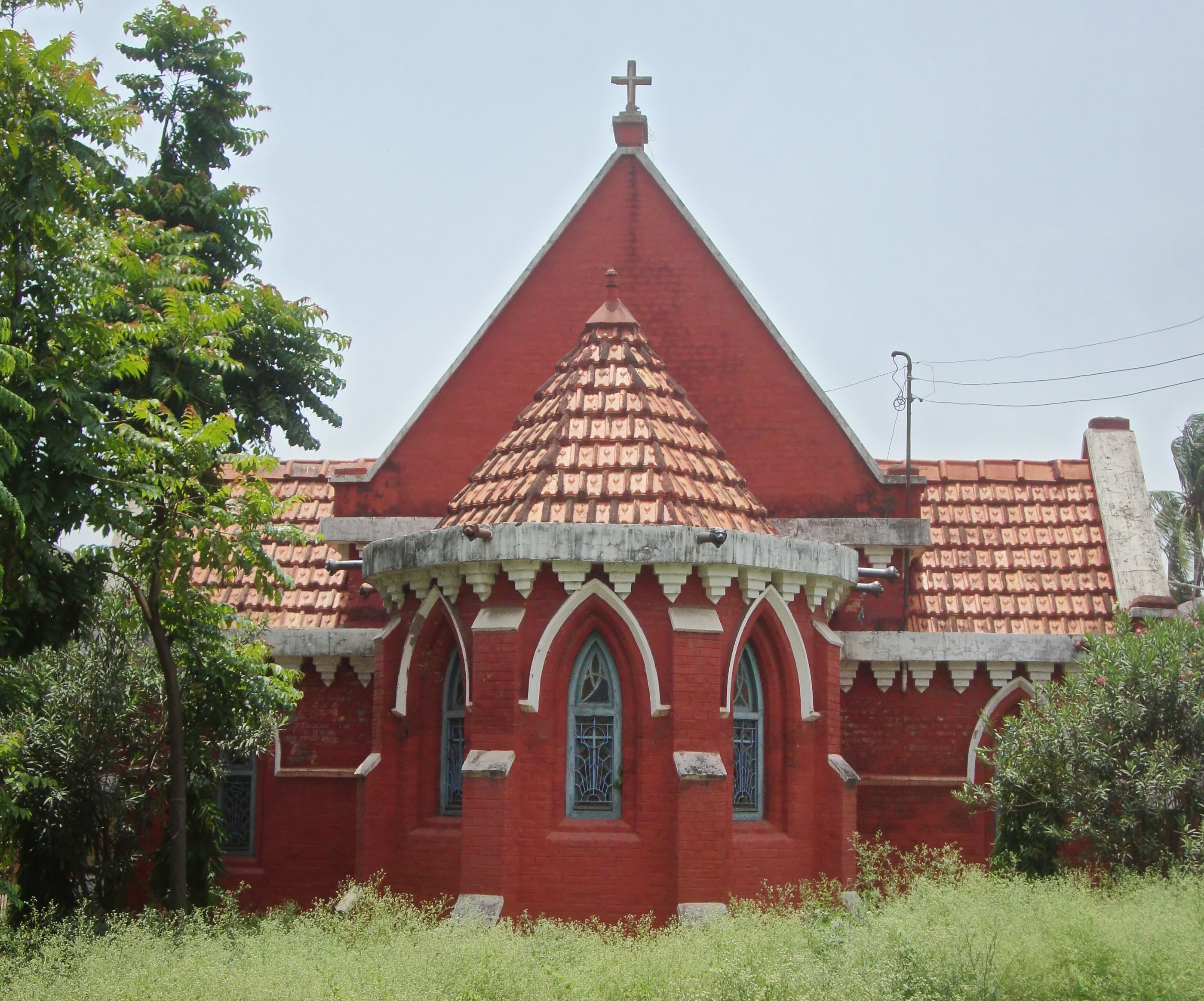
Bardhaman Church
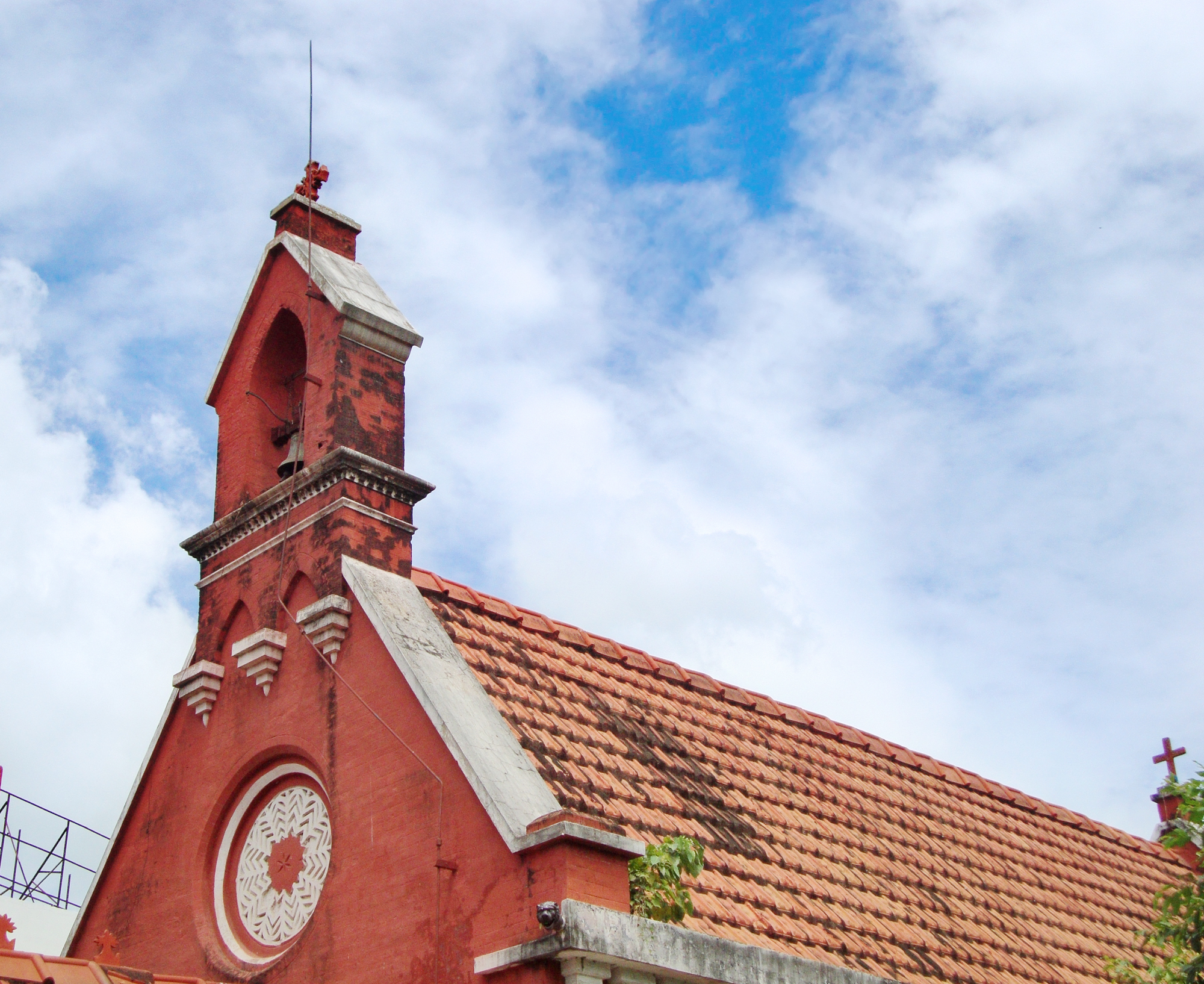
Bardhaman Church
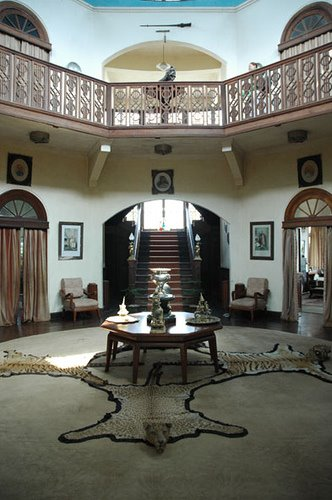
Burdwan Palace
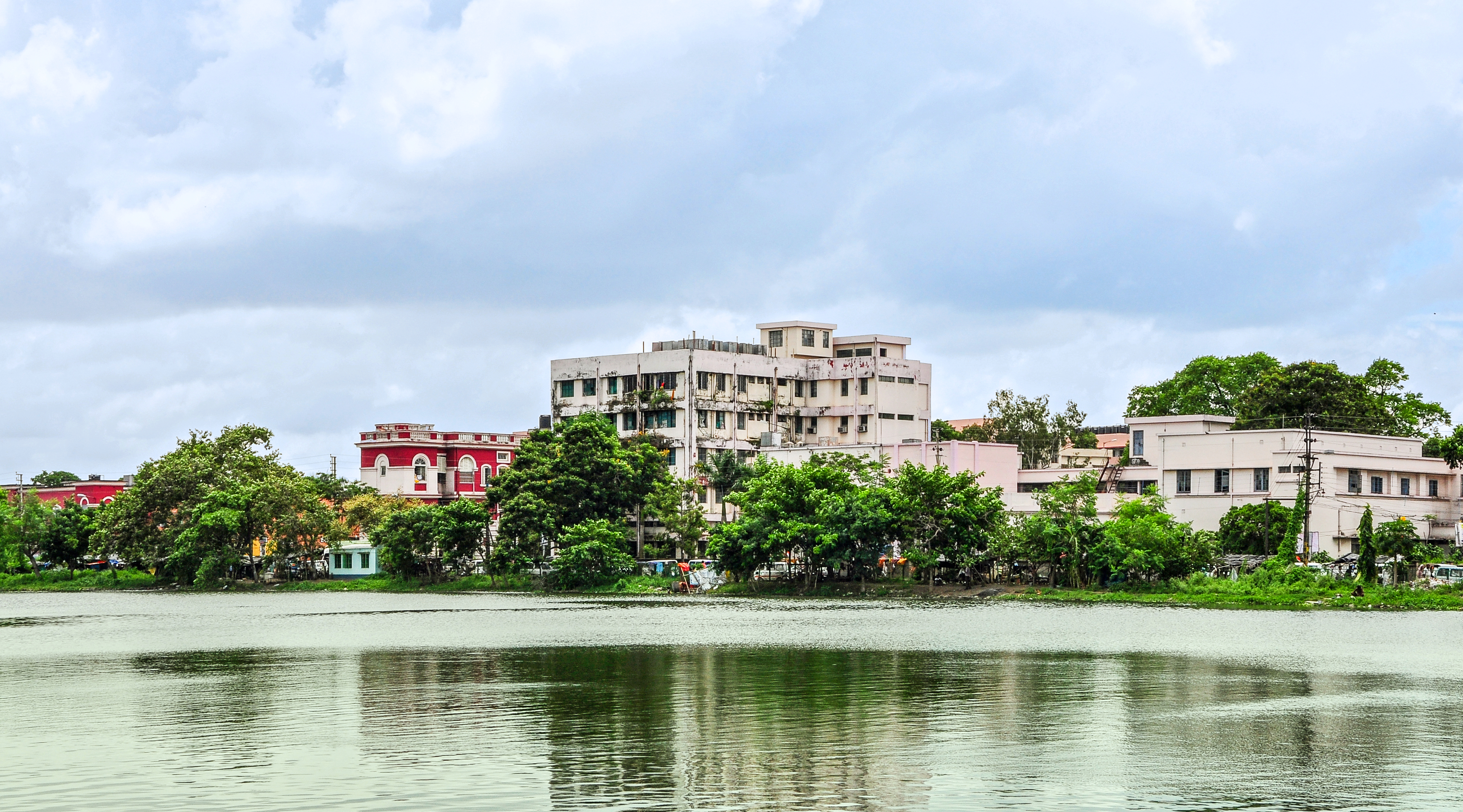
Burdwan Medical College Hospital
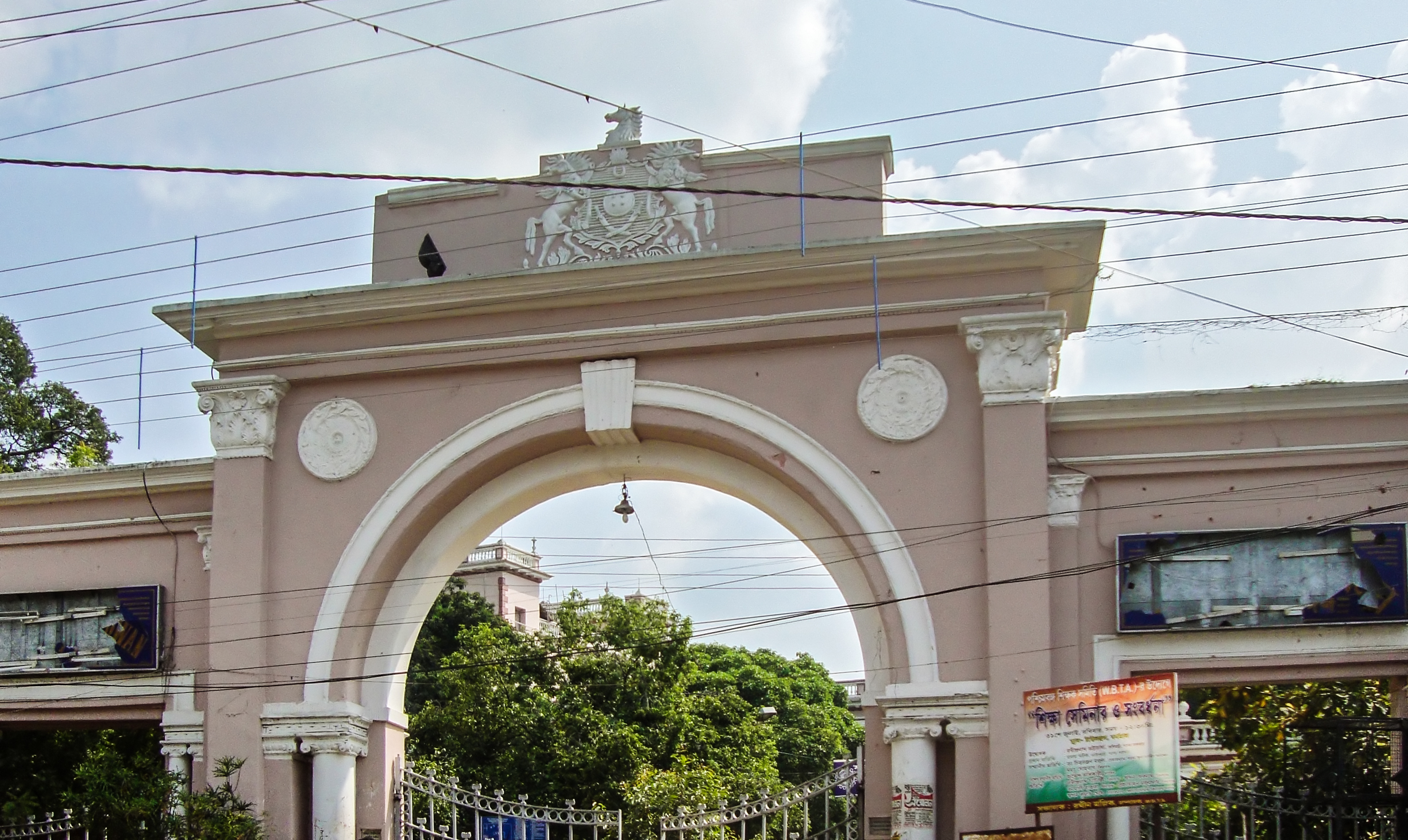
Burdwan University administrative complex gate, Rajbati
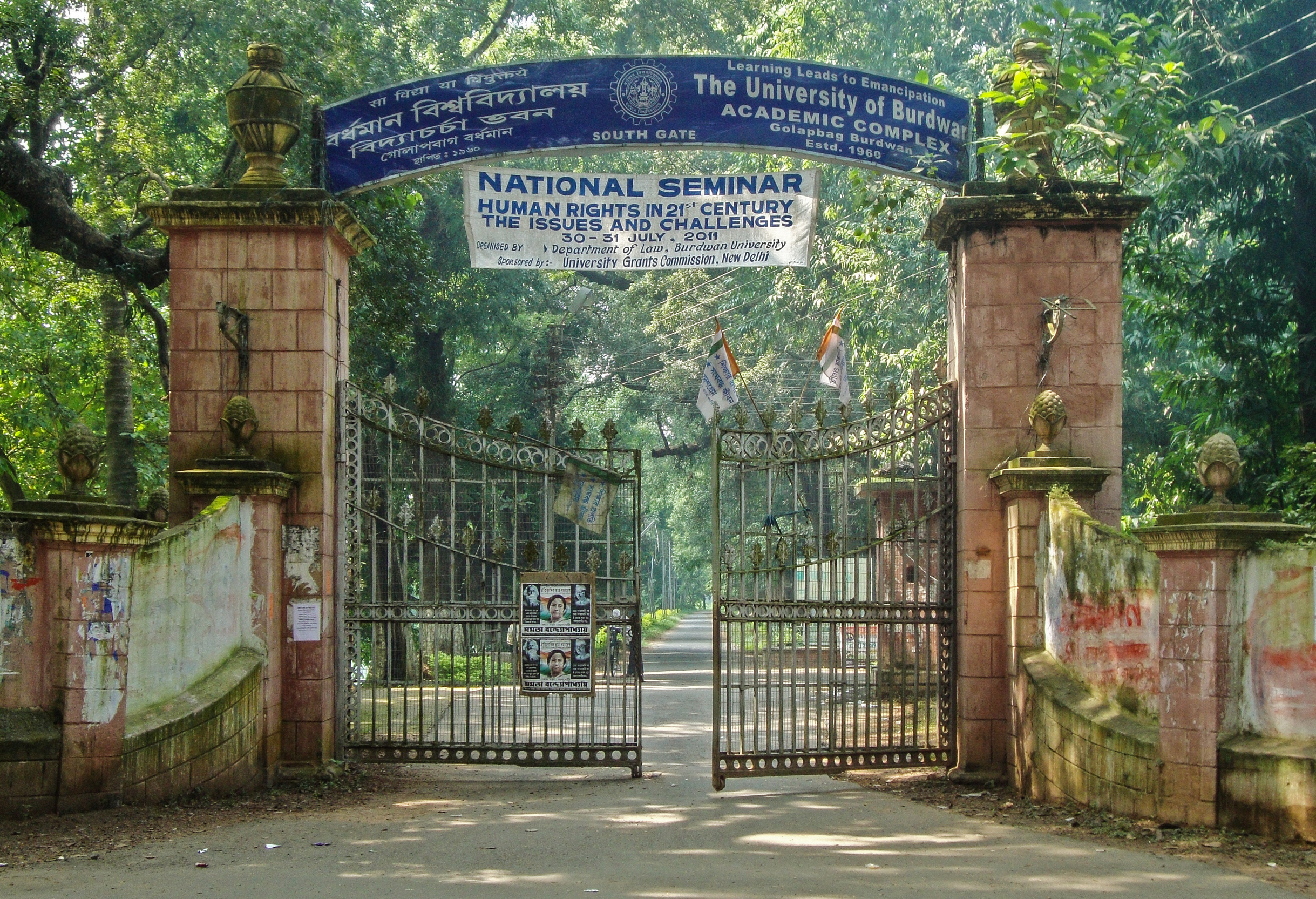
Burdwan University academic complex, South Gate
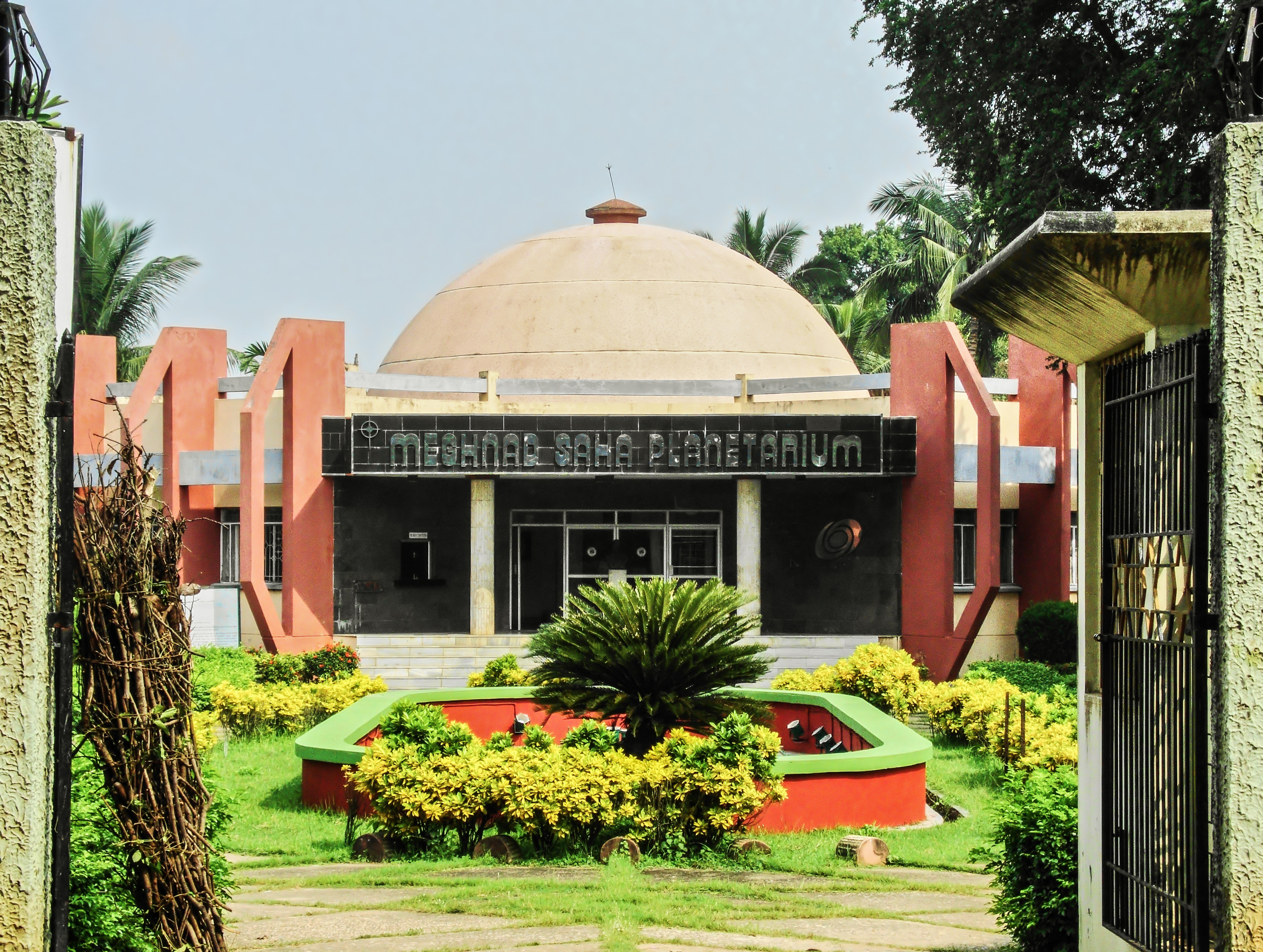
Burdwan Meghnad Saha Planetarium
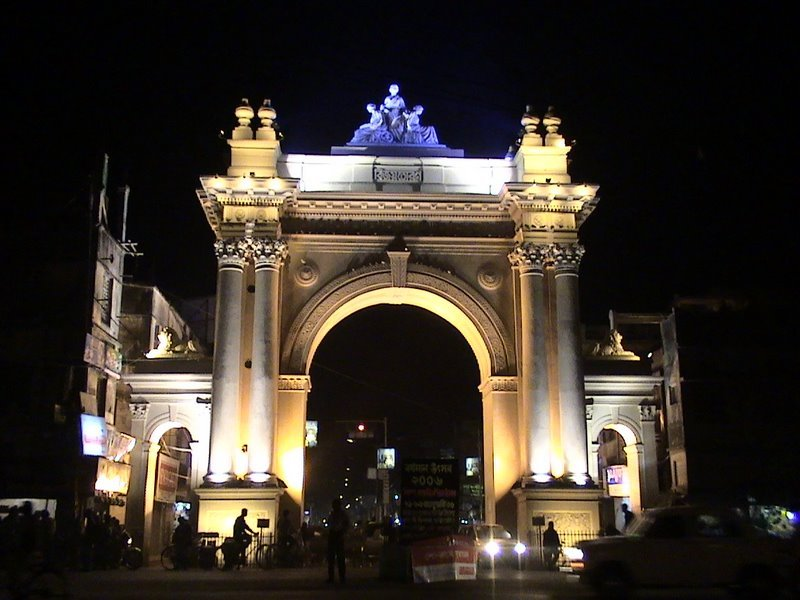
Curzon Gate
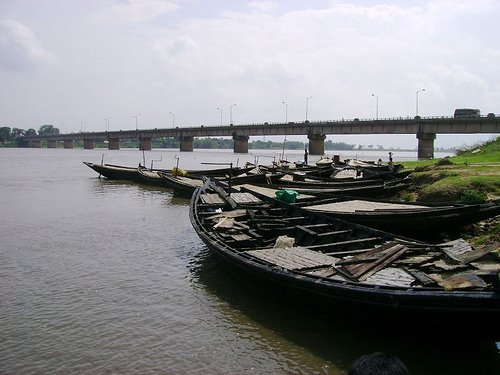
Damodar River
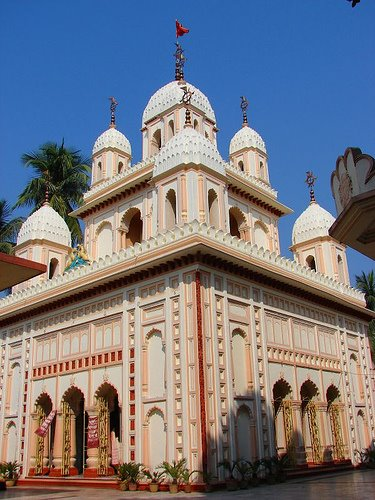
Sarbamangala Temple